# Neogoniolithon fosliei
Neogoniolithon fosliei (Heydrich) Setchell & L.R. Mason, 1943 é o nome botânico de uma espécie de algas vermelhas pluricelulares do gênero Neogoniolithon, família Corallinaceae, subfamília Mastophoroideae.
- São algas marinhas encontradas no Egito, Israel, Arábia Saudita, China, Japão, Indonésia, Colômbia, algumas ilhas do Caribe e do Pacífico.

## Sinonímia
- Lithothamnion fosliei Heydrich, 1897
- Archeolithothamnion fosliei (Heydrich) Foslie, 1898
- Neogoniolithon solubile (Foslie & M.A. Howe) Setchell & Mason, 1943
- Paragoniolithon solubile (Foslie & M.A. Howe) Adey, Townsend & Boykins, 1982
- Neogoniolithon brassica-florida (Harvey) Setchell & Mason, 1943 [sinônimo referendado por Babbini & Bressan (1997) e South & Skelton (2003)].